# 朝鲜老鹳草
朝鲜老鹳草（学名：Geranium koreanum）是牻牛儿苗科老鹳草属的植物。分布在朝鲜、俄罗斯远东地区以及中国大陆的辽宁等地，生长于海拔500米至800米的地区，常生长在山地阔叶林下或草甸，目前尚未由人工引种栽培。